# Bess Truman
Elizabeth Virginia Wallace (Bess) Truman (Independence (Missouri), 13 februari 1885 — aldaar, 18 oktober 1982) was de vrouw van de Amerikaanse president Harry S. Truman en first lady van de Verenigde Staten tussen 1945 en 1953.

## Jonge leven
Elizabeth Virginia Wallace werd geboren in Independence, Missouri en was de dochter van David Wallace en Margaret Gates. Tijdens haar kindertijd stond ze bekend als Bessie. In 1890 verhuisde de familie Truman naar Independence. Zo zaten Harry en Bess de laatste jaren van de lagere school en het hele middelbaar op dezelfde school. De eerste indruk van haar was dat ze mooie blauwe ogen en gouden krullen had. Een familielid zei later dat er geen andere vrouw in de wereld was dan Bess voor Harry.
Nadat ze van de Independence High School afstudeerde, ging ze naar de Miss Barstow’s Finishing School for Girls in Kansas City. In 1903 stierf haar vader en keerde ze terug naar Independence om bij haar moeder te zijn.

## Huwelijk en familie

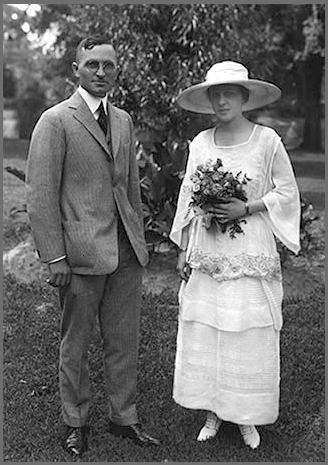
Bess & Harry's bruiloft

Door de Eerste Wereldoorlog werd luitenant Truman naar het slagveld in Frankrijk gestuurd, hij deed Bess een aanzoek en ze verloofden zich. Op 28 juni 1919 trouwden ze. Het was niet makkelijk voor hen om kinderen te krijgen, er waren twee doodgeboren kinderen en enkele miskramen voor Mary Margaret geboren werd in 1924.
Toen Harry in de politiek stapte, reisde ze met hem en stond met hem op het podium bij publieke optredens. In 1934 werd hij verkozen in de senaat en verhuisde met zijn familie naar Washington D.C.. In 1944 werd hij vicepresident. Nadat president Franklin D. Roosevelt overleed op 12 april 1945 werd Truman president en Bess de nieuwe first lady.

## First lady
Mevrouw Truman vond het gebrek aan privacy in het Witte Huis vervelend. Bess vervulde alle verplichtingen die ze moest vervullen door haar positie maar deed niet meer dan nodig was. Tijdens renovatiewerken in de tweede ambtstermijn van de president leefde het koppel in Blair House, het gastenverblijf van president. Het sociale leven werd dan tot een minimum beperkt. Vaak was Bess zelfs niet aanwezig in Washington, behalve tijdens speciale gelegenheden.
Vergeleken met haar voorgangster Eleanor Roosevelt pakte Bess de zaken anders aan. Ze hield slechts één persconferentie en dat na vele verzoeken. De persconferentie bestond uit geschreven vragen die ze vooraf had gekregen en antwoorden die ook al geschreven waren en die Bess gewoon voorlas. Haar antwoord op de vraag of ze wilde dat haar dochter Margaret president zou worden was "zeer zeker niet" en de vraag wat ze wilde doen nadat haar man geen president meer was, beantwoordde ze met "terugkeren naar Independence", alhoewel ze na 1953 even met de gedachte speelde om toch in Washington te blijven.

## Latere leven en dood
De Trumans keerden in 1953 terug naar Independence en gingen opnieuw in hun huis wonen in de North Delaware Street. Nadat ze in 1959 een borst moest laten afzetten dacht ze dat ze zou sterven; ze had een tumor zo groot als een honkbal, maar deze bleek evenwel goedaardig.
Na de dood van haar man in 1972 bleef ze een rustig leven leiden en genoot ze van bezoekjes van haar dochter en vier kleinkinderen.
Ze stierf in 1982 aan hartfalen en werd begraven naast haar man in de tuin van zijn presidentiële bibliotheek. Ze werd 97 en is de langstlevende first lady uit de geschiedenis van de Verenigde Staten.